# Peter Stubbe
Peter Stubbe (også stavet Peter Stumpp, Peter Stube, Pe(e)ter Stubbe, Peter Stübbe eller Peter Stumpf), født 1525, død 31. oktober 1589, var en tysk landmand, og angiveligt en seriemorder og kannibal, også kendt som varulven fra Bedburg (the Werewolf of Bedburg).
Den mest omfattende kilde til denne sag er en pamflet på 16 sider, udgivet i London i 1590; åbenbart en oversættelse af en tysk tekst, hvoraf der desværre ikke findes kopier bevaret. Den engelske pamflet, hvoraf der eksisterer to kopier, blev genopdaget af Montague Summers,  der udgav bogen The Werewolf in Love and Legend i 1933.  Den beskriver Stubbes liv, angivelige forbrydelser, retssagen, samt en del beretninger fra naboer og vidner til de påståede forbrydelser.
Stubbe var i udgangspunktet en respekteret enkemand, efterladt med en lille søn og en teenagedatter; men gradvis opstod rygter om, at han delte seng med sin søster, og muligvis havde gjort sin datter gravid. En lokal mand var under mistanke for at have spredt rygterne som hævn, efter at hans kone havde haft en kort affære med enkemanden Stubbe; eller muligvis fra en anden kilde, der havde interesse af at sætte Stubbe i et dårligt lys. Dertil havde Stubbe været så uheldig at tabe sin venstre hånd i en ulykke på gården nogle år forinden, og han blev dermed set på med yderligere mistro, efter at en ulvepote blev fundet i en fælde i en af områdets skove. Efter at så mange i området var sporløst forsvundet, eller blev genfundet døde og helt maltrakterede af ukendte kræfter, styrkede fundet af ulvepoten den skrækslagne befolknings mistanke mod Stubbe. Han var også gået over til protestantismen, og en domfældelse af ham ville - set fra et katolsk standpunkt - kaste en velkommen skygge over den nye tro. 
Under retssagen hævdede Stubbe gennem trolddom at have erhvervet et bælte fra djævelen. Når han tog bæltet på, blev han angiveligt straks forvandlet til en ulv. Han skulle have smidt bæltet fra sig i en vis dal; men magistraterne tog derhen og ledte efter bæltet uden at finde det. De formodede, at det havde vendt tilbage til djævelen. Stubbe blev fundet skyldig i drab på seksten personer, og henrettet på hjul og stejle. 

## Fodnoter
1. ↑  Johann Geiler von Kaysersberg
2. ↑  The Demonologist: Montague Summers | The Amish Catholic
3. ↑  The Werewolf in Lore and Legend – Dover Publications
4. ↑  Catherine Orenstein: Little Red Riding Hood Uncloaked: Sex, Morality, and the Evolution of a Fairy Tale, s. 91, ISBN 0-465-04125-6
5. ↑  How The Werewolf Of Bedburg Passed From Man To Myth – The Raven Report ©
6. ↑  https://archive.org/details/TheWerewolfInLoreAndLegend/page/n283 (s. 284)